# Hypechiniscus gladiator
Hypechiniscus gladiator är en djurart som tillhör fylumet trögkrypare, och som först beskrevs av Murray 1905.  Hypechiniscus gladiator ingår i släktet Hypechiniscus och familjen Echiniscidae.

## Underarter
Arten delas in i följande underarter:
- H. g. gladiator
- H. g. bigladii
- H. g. fissigladii
- H. g. spinulosa